# Herman Ahlström
Herman Fredrik Ahlström, född 12 augusti 1864 i Malmö, död där 31 oktober 1932, var en svensk jurist. Han var son till Olof Ahlström.
Ahlström blev student vid Lunds universitet 1882, juris utriusque kandidat 1890 och vice häradshövding 1893. Han blev tillförordnad ombudsman vid Riksbankens avdelningskontor i Malmö 1896, stadsnotarie 1897 och var rådman 1910–29. Han var sekreterare hos stadsfullmäktige 1905–10. Han var av Kungl. Maj:t förordnad ledamot av styrelsen för Baltiska utställningen 1914 och generalsekreterare för nämnda utställning. Han var ordförande i avlöningsnämnden i Malmö 1908–11 och vice ordförande i renhållningsstyrelsen från 1912.
Ahlström var utgivare av "Officiell berättelse öfver Baltiska utställningen i Malmö 1914" (I–III, 1915–21) och författade minnesskriften Malmö sparbank: 1824 19/6 1924 (1924).